# Djupfjärd
Djupfjärd este o arie protejată (arie specială de conservare — SAC, sit de importanță comunitară — SCI) din Suedia întinsă pe o suprafață de 114 ha, integral pe uscat.

## Localizare
Centrul sitului Djupfjärd este situat la coordonatele 60°33′00″N 17°58′06″E / 60.5501°N 17.9684°E.

## Înființare
Situl Djupfjärd a fost declarat sit de importanță comunitară în iunie 2001 pentru a proteja 3 specii de plante. Situl a fost protejat și ca arie specială de conservare în martie 2011.

## Biodiversitate
Situată în ecoregiunea boreală, aria protejată conține 7 habitate naturale: Păduri caducifoliate de mlaștină fino-scandinave, Mlaștini turboase de tranziție și turbării mișcătoare, Taiga vestică, Mlaștini alcaline, Ape puternic oligomezotrofe cu vegetație bentonică cu Chara spp., Mlaștini împădurite, Păduri fino-scandinave bogate în ierburi cu Picea abies.
La baza desemnării sitului se află mai multe specii protejate de  plante (3): Buxbaumia viridis, papucul doamnei (Cypripedium calceolus), moșișoare (Liparis loeselii).